# Таблиця Сивцева

Таблиця Сивцева (ліворуч) і таблиця Головіна (праворуч)

Таблиця Сивцева — найбільш поширена на території колишнього СРСР оптометрична таблиця, застосовувана для перевірки гостроти зору. Таблиця названа на честь Дмитра Олександровича Сивцева, радянського офтальмолога (1875–1940), який розробив її в 1925 році .

## Опис
У цій таблиці містяться 12 рядків друкованих букв, розмір букв зменшується від рядка до рядка в напрямку зверху вниз. Ліворуч кожного рядка зазначено відстань {\displaystyle D} (в метрах), з якого їх має бачити людина з нормальним зором (50,0 метрів для верхнього ряду; 2,5 метра — для нижнього). Справа кожного рядка вказана величина {\displaystyle V} (в умовних одиницях) — це гострота зору при читанні букв з відстані 5 метрів (0,1 якщо око бачить тільки верхній ряд; 2,0 — якщо видно нижній ряд). Нормальний зір (1,0) — коли людина бачить кожним оком з відстані 5 метрів десятий рядок.
Щоб обчислити розмір букв на певному рядку (з похибкою приблизно 1 міліметр), треба 7 міліметрів розділити на величину V (значення на цьому рядку). Так, розмір букв на верхньому рядку ({\displaystyle V=0,1}) Буде 70 міліметрів; на нижньому ({\displaystyle V=2,0}) — букви розміром 3,5 міліметра.
При дослідженні гостроти зору з іншої відстані (менше 0,1 — якщо людина з 5 метрів не розпізнає літери верхнього ряду), що перевіряється наближають до таблиці і через кожні 0,5 метра запитують, поки він не назве правильно букви верхнього ряду. Величина розраховується за формулою:
{\displaystyle V={\frac {d}{D}}}, де
- {\displaystyle V} — гострота зору;
- {\displaystyle d} — відстань, з якої проводиться дослідження;
- {\displaystyle D} — відстань, на якій перевіряється чи око бачить даний ряд.

Але краще для визначення гостроти зору менше 0,1 з 5 метрів використовувати оптотипи Поляка[джерело?].
Офтальмологи, як правило, використовують цю таблицю спільно з таблицею Головіна .

## Цікаві факти
- У таблиці використовуються тільки 7 букв російського алфавіту: Ш, Б, М, Н, К, Ы, И
- Умовно прийнято вважати, що око з гостротою зору 1,0 здатне побачити роздільно дві далекі точки, якщо кутова відстань між ними дорівнює одній кутовий хвилині 1⁄60 градуса). При відстані 5 метрів це відповідає 1,45 міліметра — таким має бути відстань між найближчими паличками літери «Ш» в десятому рядку на перевірочній таблиці.
- При еметропії точка ясного бачення перебуває ніби в нескінченності. Для людського ока нескінченність починається на відстані 5 метрів: при розташуванні предмета не ближче 5 метрів на сітківці ока з еметропією збираються паралельні промені. Саме тому перевірку гостроти зору здійснюють з такої відстані.